# Temritz
Temritz (hornolužickosrbsky  Ćemjercy) je místní část velkého okresního města Budyšín v Horní Lužici v německé spolkové zemi Sasko. Nachází se v zemském okrese Budyšín a má 69 obyvatel.

## Geografie
Temritz se nachází severovýchodně od centra města Budyšín. Ve vsi pramení potok Temritzer Wasser, levobřežní přítok Sprévy. Okolí zástavby je převážně zemědělsky využívané. Na hranici se Salzenforstem se nachází štěrkovna.

## Historie
První písemná zmínka pochází z roku 1225, kdy je ves uváděna jako Tymericz. Původně samostatná obec se roku 1936 připojila ke Kleinwelce, od roku 1950 pak spadala pod obec Salzenforst, respektive Salzenforst-Bobritz od roku 1969. Spolu s touto obcí se Temritz připojilo roku 1994 ke Kleinwelce a od roku 1999 je součástí města Budyšín.

## Obyvatelstvo
Vesnice náleží k lužickosrbské oblasti osídlení.

## Osobnosti
- Jurij Józef Šimon (1646–1729), římskokatolický kněz a spoluzakladatel Lužického semináře v Praze
- Pětr Filip Kowar (1688–1737), spisovatel a vlastenec
- Matej Dołhi (1704–1786), vlastenec
- Mikławš Kral (1791–1812), lidový herec
- Jan Kral (1853–1906), právník, básník a překladatel